# Stygnomma truxillense
Stygnomma truxillense is een hooiwagen uit de familie Stygnommatidae. De originele naamcombinatie (protoniem) was Stygnomma truxillensis González-Sponga, 1987, maar met een verkeerde geslacht van de soortnaam.